# Liste des vicomtes de Lyon
Il est aujourd'hui admis que le liste des vicomtes de Lyon établie par Auguste Bernard, est erronée. 
Le préfet et comte de Lyon Bertmund (parent de Berthmond d'Auvergne?) mentionné en 818 et en  828-829 qui cumulait les responsabilités civiles à Lyon et militaires en Bourgogne s'adjoint pour Lyon les services d'un vicomte agissant ad vicem comitis et chargé exécuter les décisions impériales transmises par les missi. 
Pour Hubert Gerner, l'anthroponymie indiquerait une origine familiale commune aux Bermond/Guigue/Guichard/Artaud descendants du préfet Bermond (v. 818 - 828), élément qui expliquerait leur accession à la charge vicomtale puis au titre comtale d'Artaud II. Leur domaine foncier se trouverait en Dombes, sur Thoissey et Montmerle, proche du Beaujolais, région où furent également possessionnés les premiers comtes de Forez.
Malgré l'indigence des sources, l'acte de renoncement du vicomte Adémar relatif à ses possessions de Thoissey prouve indiscutablement l'existence d'une institution vicomtale en lyonnais probablement issue de celle mise en place par les Guilhemides pour le Mâconnais,. Les sources lacunaires attestent de la présence d'Adémar, rattacherait Guigues aux vicomtes de Mâcon et indiquent également la présence d'un vicomte Artaud de laquelle fut issue la lignée des futurs comtes de Lyon et de Forez.

## Liste

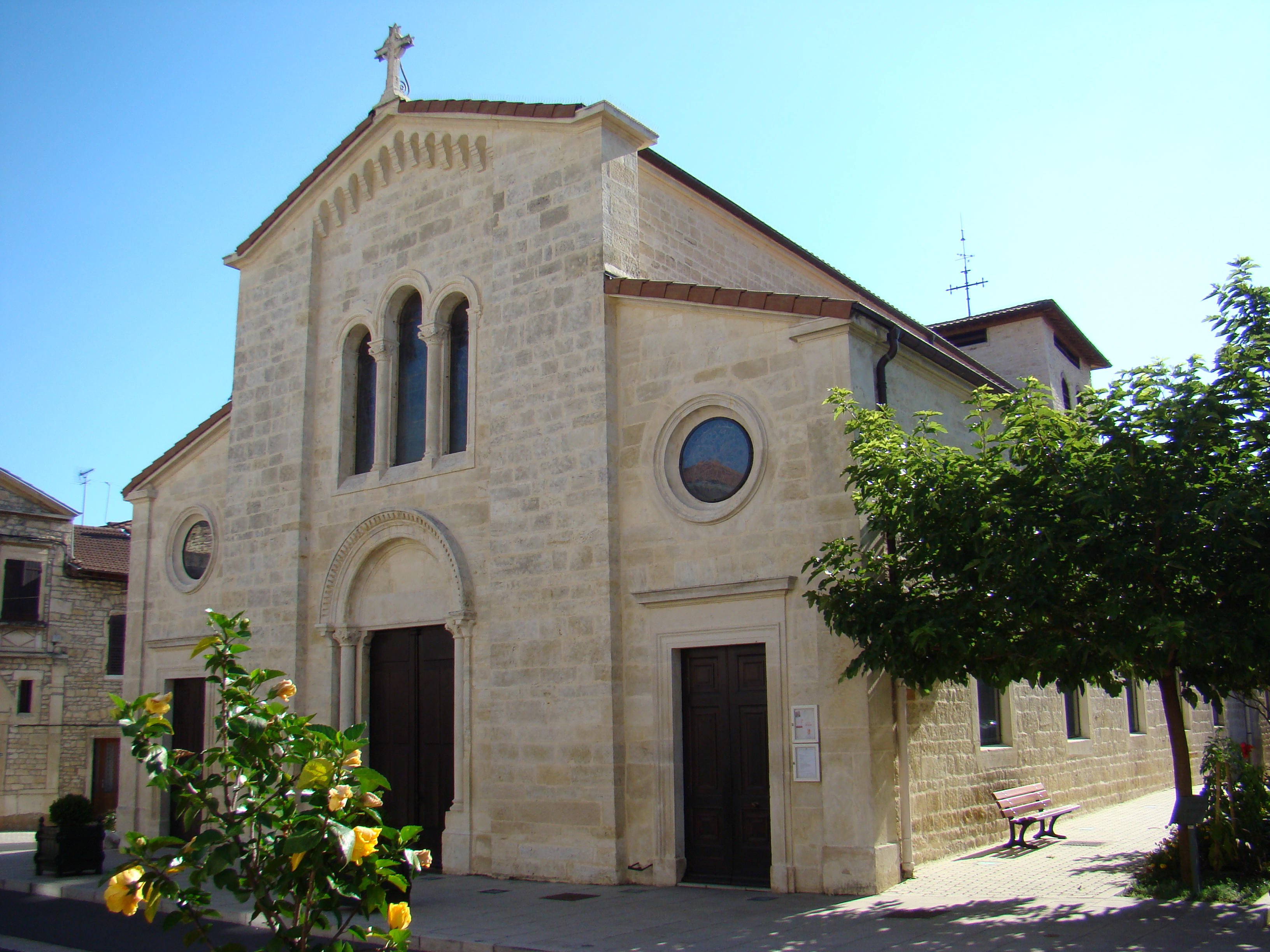
Église de Lucenay, objet d'une donation du vicomte Artaud à l'église de Lyon.

- 944 : Adémar, en 944 il fut forcé de renoncer à ses possessions de Thoissey "res de comitatu Lugdunensis" cédées par le roi Conrad l'année précédente à Cluny à la demande d'Hugues le Noir ;
- avant 979/984: Le vicomte Artaud Ier[Note 1],[Note 2],[10],[11],[12],[13], peut-être le comte de Lyon Artaud, mais plus probablement son oncle[14],[15].
- 982-1004 : Guigues Ier[9],[16]. Influent et proche des comtes de Chalon. Il était selon toute vraisemblance vicomte de Mâcon, possessionné sur le cours de la Saône et tenait les châteaux de Montmerle et Riottier.